# Baskó
Baskó este un sat în districtul Gönc, județul Borsod-Abaúj-Zemplén, Ungaria, având o populație de 185 de locuitori (2011). 

## Demografie
Componența etnică a satului Baskó
     Maghiari (72,81%)
     Ruteni (25,88%)
     Germani (1,32%)
Componența confesională a satului Baskó
     Greco-catolici (82,16%)
     Romano-catolici (5,41%)
     Reformați (1,62%)
     Necunoscută (10,81%)
Conform recensământului din 2011, satul Baskó avea 185 de locuitori. Din punct de vedere etnic, majoritatea locuitorilor (72,81%) erau maghiari, existând și minorități de ruteni (25,88%) și germani (1,32%).  Din punct de vedere confesional, majoritatea locuitorilor (82,16%) erau greco-catolici, existând și minorități de romano-catolici (5,41%) și reformați (1,62%). Pentru 10,81% din locuitori nu este cunoscută apartenența confesională.